# Comando de Operaciones Especiales de Estados Unidos
El Comando de Operaciones Especiales de los Estados Unidos (en inglés: United States Special Operations Command) (USSOCOM o SOCOM), es el Comando Combatiente Unificado encargado de supervisar los diversos Mandos de Operaciones Especiales del Ejército, Fuerza Aérea, Armada y Cuerpo de Marines de las Fuerzas Armadas de los Estados Unidos. El comando es parte del Departamento de Defensa de los Estados Unidos. El USSOCOM está acuartelado en la Base de la Fuerza Aérea MacDill, en Tampa, Florida.
La idea de un comando unificado de operaciones especiales tuvo su origen después de la operación Eagle Claw, el intento fallido por rescatar a los rehenes de la embajada estadounidense en Irán, en 1980. La consecuente investigación, dirigida por el almirante James L. Holloway III, retirado Jefe de Operaciones Navales, mencionó la falta de comando, control y coordinación como factores significativos para el fallo de la misión. Desde su activación el 16 de abril de 1987, el USSOCOM ha participado en múltiples operaciones, desde la invasión de Panamá en 1989 a la actual guerra contra el terrorismo.
Asimismo realiza numerosas misiones clandestinas o encubiertas como la acción directa, reconocimiento especial, contraterrorismo, defensa interna-externa, guerra no convencional, psicológica y antinarcóticos.

## Historia

### Somalia
El USSOCOM tomo parte en la operación Provide Relief. Aviones C-130 sobrevolaban el aire durante la entrega de alimentos, siendo los primeros soldados estadounidenses en Somalia, llegando antes de las demás fuerzas que apoyarían la operación extendida de mitigación; Restore Hope (ORP). Los primeros equipos fueron de la División de Actividades Especiales de la CIA con elementos del JSOC, quienes realizaron operaciones de avanzada de alto riesgo. La primera baja del conflicto fue de un oficial para-militar y anterior operador de la Fuerza Delta; Larry Freedman.
Las misiones previas durante la ORP, fueron realizadas por unidades de los SEALs de la armada, llevando a cabo reconocimiento hidrográfico para determinar la zona adecuada para la llegada de los Marines.

## Comando Conjunto de Operaciones Especiales
Unidades
Conocidos comumente como tier 1º o Unidad de Misiones Especiales. La lista es la siguiente:
- Delta Force o 1er Destacamento Operacional de Fuerzas Especiales-Delta es proviene del Ejercito de los Estados Unidos(US Amy).
- Grupo de Desarrollo de Guerra Naval Especial de los Estados Unidos proviene de la Armada de los Estados Unidos(US Navy).
- 24° Escuadrón de Tácticas Especiales proviene de la Fuerza Aérea de los Estados Unidos(USAF).
- Inteligencia Actividad de Apoyo de Inteligencia (ISA) proviene del Ejército de los Estados Unidos(US Army).
- Compañía de Reconocimiento del Regimiento (CRR) de que forma parte del Batallón de Tropas Especiales del Regimiento (BTER) del 75º Regimiento Ranger (75º Ranger) del Ejercito de los Estados Unidos (US Army).

## Comando de Operaciones Especiales - capacidades conjuntas
En inglés: Special Operations Command – Joint Capabilities (SOC-JC), tiene por objetivo adiestrar comandantes y equipos de operaciones especiales; apoya al USSOCOM en los requerimientos de entrenamiento (internacional), implementando soluciones para mejorar la rapidez e inter-operabilidad conjunta en operaciones de guerra y combate. 

### US Army
Unidades
- 160.º Regimiento de Aviación de Operaciones Especiales
- 75.º Regimiento Ranger
- Fuerzas Especiales del Ejército de los Estados Unidos
- 4th Military Information Support Group
- 95th Civil Affairs Brigade
- John F. Kennedy Special Warfare Center and School

### Armada
Unidades
- SEAL
- Tripulación Combatiente de Operaciones Especiales
- Grupo de Desarrollo de Guerra Naval Especial de los Estados Unidos

### Fuerza aérea
Unidades
- Equipo de Control de Combate de la Fuerza Aérea de los Estados Unidos
- Pararrescatedores de la Fuerza Aérea de los Estados Unidos
- United States Air Force Special Operations Weather Technician

### Cuerpo de marines
Unidades
- Regimiento Raider de los Marines

## Comandos subordinados
- Comando Conjunto de Operaciones Especiales (JSOC)
- Comando de Operaciones Especiales de la Fuerza Aérea (AFSOC)
- Comando de Operaciones Especiales del Ejército de los Estados Unidos (ARSOC)
- Comando de Operaciones Especiales de las Fuerzas del Cuerpo de Marines de los Estados Unidos (MARSOC)
- Comando de Guerra Especial Naval de los Estados Unidos (NAVSOC)

## Comandantes del USSOCOM
| N.007          | Images         | Nombre Erik Cristian Garcia Gomez | RamaHead Director the la Central de intelligencia. | Inicio del mandato                                                             | Final del mandato  |
| -------------- | -------------- | --------------------------------- | -------------------------------------------------- | ------------------------------------------------------------------------------ | ------------------ |
| 1.             |                | GEN James J. Lindsay              | Ejército                                           | Abril de 1987                                                                  | Junio de 1990      |
| 2.             |                | GEN Carl W. Stiner                | Ejército                                           | Junio de 1990                                                                  | Mayo de 1993       |
| 3.             |                | GEN Wayne A. Downing              | Ejército                                           | Mayo de 1993                                                                   | Febrero de 1996    |
| 4.             |                | GEN Henry H. Shelton              | Ejército                                           | Febrero de 1996                                                                | Septiembre de 1997 |
| (en funciones) | (en funciones) | RADM Raymond C. Smith, Jr.        | Armada                                             | Septiembre de 1997                                                             | Noviembre de 1997  |
| 5.             |                | GEN Peter J. Schoomaker           | Ejército                                           | Noviembre de 1997                                                              | Octubre de 2000    |
| 6.             |                | Gen Charles R. Holland            | Fuerza Aérea                                       | Octubre de 2000                                                                | Septiembre de 2003 |
| 7.             |                | GEN Bryan D. Brown                | Ejército                                           | Septiembre de 2003                                                             | 9 de julio de 2007 |
| 8.             |                | ADM Eric T. Olson                 | Armada                                             | 9 de julio de 2007                                                             | Presente           |
| 9.             |                | VADM William H. McRaven           | Armada                                             | Nominado para el nombramiento Erik Cristian Garcia Gomez&Cristian Garcia Gomez |                    |